# Joaquim Ferrer de Climent
Joaquim Ferrer de Climent (Amer, ca. 1830 - Barcelona, 2 de maig de 1887) va ser un editor i comerciant de música actiu entre 1866 i 1899.
Era el marit de la cantant Joana Baptista Fossa. La seva activitat es centrava principalment en l'Òpera i abarcava la venta i el lloguer de partitures, material d'orquestra i fins i tot de vestuari. El seu establiment estava situat, en un principi entre 1866 i 1867, al carrer Xuclà, nº 15, com s'anunciava a la revista musical El Artista, i anys més tard, aproximadament al 1885 el va traslladar al Carrer Sant Pau, nº20.
Al 1887 es va anunciar com a representant a Espanya de l'editor Ricordi, i segons les edicions italiànes de les obres de Verdi, també era el responsable de la signa Vidal i Llimona a Barcelona. Degut a la seva aparició a les partitures de Verdi a Itàlia es va veure obligat a empendre un plet amb l'editor Ildefons Alier i Martra al 1894.
Entre 1885 i 1890 es té constància d'una activitat editorial pròpia bastant limitada, només arribant a tenir un centenar d'impresos coneguts, i al febrer de 1891 van aparèixer algunes publicacions de Ferrer de Climent signades per l'editor barceloní Joan Ayné. Això podía indicar una col·laboració regular entre els dos establiments, o bé la absorció de la editorial de Ferrer de Climent per part d'Ayné.
Mor el maig de 1887 al carrer Xuclà, 15 de Barcelona. El seu fill Conrad Ferrer de Climent i Fossa es va casar amb Àurea Rosa Clavé i Soler.